# Andrew Loog Oldham

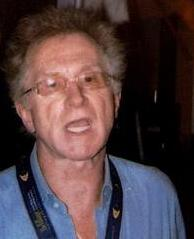
Andrew Loog Oldham

Andrew Loog Oldham, född 29 januari 1944 i London, är en brittisk rock'n'roll-producent, impressario och låtskrivare. Han är framförallt känd som manager för The Rolling Stones under 1960-talet.
Han gjorde en orkestral version av "Last Time". The Verve "lånade" av denna komposition till sin "Bitter Sweet Symphony", vilket ledde till rättsliga åtgärder och royalties tillföll Allen Kleins bolag ABKCO.